# Acqui Unione Sportiva 1939-1940
Questa voce raccoglie le informazioni riguardanti l'Acqui Unione Sportiva nelle competizioni ufficiali della stagione 1939-1940.

## Rosa
| N. |                   | Ruolo | Calciatore          |
| -- | ----------------- | ----- | ------------------- |
|    | Italia (bandiera) | C     | Ferruccio Benedetto |
|    | Italia (bandiera) | A     | Giovanni Berta      |
|    | Italia (bandiera) | A     | Pietro Bigatti      |
|    | Italia (bandiera) | C     | Domenico Bottero    |
|    | Italia (bandiera) | C     | Giuseppe Carissimi  |
|    | Italia (bandiera) | P     | Giuseppe Cibrario   |
|    | Italia (bandiera) | A     | Domenico Cornetto   |
|    | Italia (bandiera) | D     | Lorenzo Cutela      |
|    | Italia (bandiera) | C     | Giuseppe Grillo     |
|    | Italia (bandiera) | C     | Riccardo Guala      |
|    | Italia (bandiera) | D     | Luigi Lottero       |
|    | Italia (bandiera) | A     | Stefano Minetti     |
|    | Italia (bandiera) | C     | Domenico Mollero    |

| N. |                   | Ruolo | Calciatore              |
| -- | ----------------- | ----- | ----------------------- |
|    | Italia (bandiera) | C     | Aristide Notti          |
|    | Italia (bandiera) | D     | Giulio Pellati          |
|    | Italia (bandiera) | A     | Ettore Pesce            |
|    | Italia (bandiera) | D     | Giuseppe Rapetti        |
|    | Italia (bandiera) | A     | Emilio Salamano         |
|    | Italia (bandiera) | A     | Silvio Scasso           |
|    | Italia (bandiera) | A     | Ferdinando Sperti       |
|    | Italia (bandiera) | D     | Serafino Tedde          |
|    | Italia (bandiera) | P     | Gian Battista Tortarolo |
|    | Italia (bandiera) | A     | Attilio Vacchino        |
|    | Italia (bandiera) | P     | Vincenzo Valpreda       |
|    | Italia (bandiera) | D     | Alfredo Vitali          |